# Mercy (Overwatch)
Angela Ziegler más conocida como Mercy es personaje ficticio del videojuego de disparos en primera persona Overwatch desarrollo por Blizzard Entertainment. También aparece en todos los medios relacionados con la serie.
Mercy es el indicativo de la doctora suiza Angela Ziegler, quien proporcionó apoyo médico clave para el grupo original de Overwatch. En el juego, ella es un personaje de la clase de apoyo que puede curar y mejorar a sus compañeros de equipo y resucitar a sus compañeros caídos. El personaje es uno de los más populares en el juego, siendo observado por Blizzard como el personaje de apoyo más jugado durante la beta del juego. Sin embargo, su habilidad de resucitar ha sido criticada en niveles de juego competitivos y profesionales, dado el impulso que crea la habilidad, y Blizzard le ha hecho un gran trabajo para tratar de convertirla en una heroína jugable más completa.

## Recepción
Mercy ha sido señalado como uno de los personajes más utilizados en Overwatch; Durante la beta abierta del juego, fue el personaje de clase de apoyo más jugado. Polygon notó que la máscara de Mercy's Witch para el evento temático de Halloween del juego era extremadamente popular entre los jugadores de Mercy. Después de su importante renovación en septiembre de 2017, se ha descubierto que Mercy es elegida universalmente como al menos una sanadora en un equipo en juego competitivo, y debido a que estos cambios requieren que esté más cerca del combate, el concepto de "Battle Mercy "Quien combina la curación con los ataques ganó popularidad en el juego de mayor rango, Algunos criticaron este cambio y consideraron que era una señal de que Blizzard estaba tratando de atender el juego hacia los jugadores competitivos en lugar de los casuales; Los jugadores de alto nivel sintieron que Mercy era un personaje de "objetivo cero" antes de la renovación de septiembre de 2017, lo que facilitaba el aprendizaje de los nuevos jugadores, pero posteriormente, el personaje requiere más toma de decisiones y elecciones que pueden ser difíciles de aprender para los jugadores casuales.
Los periodistas de videojuegos también elogiaron a Mercy; En su reseña de Overwatch, Phil Savage de PC Gamer, expresó: "Me encanta lo variado que es el movimiento entre los personajes", elogiando la capacidad de deslizamiento de Mercy y citando a Mercy como "el ejemplo perfecto de cómo cada aspecto de un personaje puede, en el mejores casos, admiten un estilo específico". Savage explicó: "sola, es vulnerable y lenta, fácilmente emboscada y despachada. Pero, con la línea de visión de un compañero de equipo, puede extender sus alas y volar hacia ellos. Es divertido hacerlo, y también refuerza el asociación simbiótica entre sanador y sanado: Mercy necesita a sus compañeros de equipo tanto como ellos la necesitan a ella. Es un diseño magistral". Debido a su capacidad de resurrección ser capaz de causar tal impacto sobre el desarrollo de un juego, la pantalla Kill Joshua Calixto se refirió a la Merced como 'el mayor carácter aterrador en Overwatch.
Con el juego profesional como la Overwatch League, algunos han argumentado que la capacidad de Resucitar de Mercy, incluso después de la modernización de septiembre de 2017, todavía cambió demasiado el juego en estos partidos competitivos. Damian Alonzo para PC Gamer dijo que la estrategia para la Overwatch competitiva generalmente consiste en lograr una ventaja para el jugador, que podría lograrse con una muerte temprana y que puede aumentar las ventajas durante la partida, pero Mercy's Resurrection anula por completo esa ventaja, anulando esas muertes tempranas y sin ninguna consecuencia. Ben Barrett de PCGamesN también dijo que debido a que Mercy puede deshacer los efectos de las estrategias de ganancia a corto plazo, como flanquear con Resurrection, estas estrategias se vuelven inútiles, y recurrir a patrones de ataque más estándar ralentiza el ritmo del juego.
Se insinuó una relación entre Mercy y Genji en las líneas de voz agregadas a principios de 2017; La recepción de los fanáticos a estas líneas de voz fue mixta, particularmente entre los fanáticos que participan en el envío de personajes del juego. Los fanáticos del juego crearon un nombre de pareja, Gency, para la posible relación del dúo. La relación es una de las más populares creadas por los fanáticos, basada en la biografía ficticia de Genji, que incluye a Mercy salvando su vida. Gita Jackson de Kotaku escribió que "aunque a algunos fanáticos no les gusta la idea de que los personajes sean canónicamente rectos, hay otras preocupaciones que van más allá de la preferencia por una relación en particular. Algunos fanáticos creen que 'enviar a Mercy y Genji es inapropiado porque Mercy es el El médico de la fundación Overwatch. Para ellos, el conflicto de intereses en una relación médico/paciente es suficiente para que el barco se sienta inapropiado", y agregó que" algunos fanáticos ven la relación como depredadora por parte de Mercy.